# Miss Potter
Miss Potter (bra: Miss Potter; prt: O Mundo Encantado de Beatrix Potter) é um filme britano-estadunidense de 2006, do gênero comédia dramático-biográfica, dirigido por Chris Noonan, baseado na vida de Beatrix Potter, autora de vários best-sellers infantis, como Peter Rabbit.

## Sinopse
Beatrix Potter (Renée Zellweger) é uma garota solteira de uma família rica que inventa pequenas fábulas, cujos protagonistas são animais como coelhos, gansos etc. Seu maior sonho é publicar um de seus livros e, assim, tornar-se independente. Ele conta com a ajuda de Norman Warner (Ewan McGregor), um editor de tradição familiar. Seu livro tem sucesso de vendas e decidem publicar mais histórias. O relacionamento com Norman é tão próximo que ela se apaixona por ele, e, juntos, eles planejam seu casamento. No entanto, os pais de Beatrix se opôem, pensando que Norman não é um bom candidato para ela. Portanto, a obrigam a passar o verão com eles em Lake District, para avaliar seus sentimentos. Se ao seu retorno ainda ama Norman, poderiam se casar. No entanto, Norman fica gravemente doente durante o verão e morre. Beatrix se sente desolada e só encontra conforto na amizade de Millie (Emily Watson), a irmã de Norman. Logo após, visita Lake District novamente e encontra William Heelis (Lloyd Owen), um velho agricultor que trabalha para a família Potter, que tinha começado a trabalhar no ramo imobiliário. Beatrix decide comprar um número de fazendas em Cumbria para impedi-las de serem utilizadas por uma indústria vizinha, e desta forma consegue transformá-las em uma área protegida. Logo, ela se apaixona por Willie com quem se casa.

## Elenco
| Ator/atriz      | Personagem              |
| --------------- | ----------------------- |
| Renée Zellweger | Beatrix Potter          |
| Ewan McGregor   | Norman Warne            |
| Emily Watson    | Millie Warne            |
| David Bamber    | Fruing Warne            |
| Lucy Boynton    | Beatrix jovem (10 anos) |

## Recepção da crítica
Miss Potter tem recepção favorável por parte da crítica especializada. Com o tomatometer de 67% em base de 129 críticas, o Rotten Tomatoes publicou um consenso: "Uma cinebiografia encantadora que mantém sua doçura mesmo em momentos mais tristes". Por parte da audiência do site tem 68% de aprovação.